# Kích thước các loài đại bàng
| STT | Tên khoa học              | Tên tiếng Việt                | Chiều dài (cm) | Sải cánh (cm) | Khối lượng (kg) | Tên tiếng Anh               | Hình ảnh |
| --- | ------------------------- | ----------------------------- | -------------- | ------------- | --------------- | --------------------------- | -------- |
| 1   | Aquila audax              | Đại bàng đuôi nhọn            | 85-106         | 182-274       | 2.4-5.3         | Wedge-Tailed Eagle          |          |
| 2   | Aquila adalberti          | Đại bàng hoàng đế Tây Ban Nha | 75-84          | 180-210       | 2.5-3.5         | Spanish Imperial Eagle      |          |
| 3   | Aquila chrysaetos         | Đại bàng vàng                 | 80-93          | 190-225       | 2.8-6.7         | Golden Eagle                |          |
| 4   | Aquila heliaca            | Đại bàng hoàng đế phương Đông | 72-84          | 180-215       | 2.4-4.5         | Eastern Imperial Eagle      |          |
| 5   | Aquila nipalensis         | Đại bàng thảo nguyên          | 60-81          | 165-214       | 2.3-4.9         | Steppe Eagle                |          |
| 6   | Aquila rapax              | Đại bàng nâu                  | 60-72          | 159-183       | 1.6-2.5         | Tawny Eagle                 |          |
| 7   | Aquila verreauxii         | Đại bàng Verreaux             | 78-90          | 181-219       | 3.0-5.8         | Verreaux's Eagle            |          |
| 8   | Aquila gurneyi            | Đại bàng Gurney               | 74-86          | 170-190       | 3.1             | Gurney's Eagle              |          |
| 9   | Aquila fasciata           | Đại bàng Bonelli              | 65-72          | 150-180       | 1.6-2.6         | Bonelli's Eagle             |          |
| 10  | Aquila hastata            | Đại bàng đốm Ấn Độ            | 59-67          | 154-168       | 1.4-1.8         | Indian Spotted Eagle        |          |
| 11  | Aquila clanga             | Đại bàng đốm lớn              | 62-74          | 160-182       | 1.7-2.5         | Greater Spotted Eagle       |          |
| 12  | Aquila pomarina           | Đại bàng đốm nhỏ              | 55-65          | 143-168       | 1.2-2.6         | Lesser Spotted Eagle        |          |
| 13  | Aquila wahlbergi          | Ưng Wahlberg                  | 53-61          | 130-146       | 0.5-1.4         | Wahlberg's Eagle            |          |
| 14  | Aquila africana           | Ưng Cassin                    | 50-61          | 103-113       | 0.9-1.2         | Cassin's Hawk Eagle         |          |
| 15  | Aquila pennata            | Ưng đi hia                    | 46-53          | 110-135       | 0.6-1.2         | Booted Eagle                |          |
| 16  | Aquila spilogaster        | Ưng châu Phi                  | 55-65          | 130-160       | 1.2-1.7         | African Hawk Eagle          |          |
| 17  | Haliaeetus albicilla      | Đại bàng đuôi trắng           | 74-92          | 193-244       | 3.1-6.9         | White-Tailed Eagle          |          |
| 18  | Haliaeetus leucocephalus  | Đại bàng đầu trắng            | 70-90          | 160-240       | 2.5-6.3         | Bald Eagle                  |          |
| 19  | Haliaeetus leucogaster    | Đại bàng bụng trắng           | 70-85          | 180-220       | 1.8-3.9         | White-Bellied Sea Eagle     |          |
| 20  | Haliaeetus leucoryphus    | Đại bàng ăn cá Pallas         | 76-84          | 180-205       | 2.0-3.7         | Pallas's Fish Eagle         |          |
| 21  | Haliaeetus pelagicus      | Đại bàng biển Steller         | 85-105         | 195-230       | 4.9-9.0         | Steller's Sea Eagle         |          |
| 22  | Haliaeetus sanfordi       | Đại bàng biển Sanford         | 70-90          | 165-185       | 1.1-2.7         | Sanford's Sea Eagle         |          |
| 23  | Haliaeetus vocifer        | Đại bàng ăn cá châu Phi       | 63-75          | 175-210       | 2.0-3.6         | African Fish Eagle          |          |
| 24  | Haliaeetus vociferoides   | Đại bàng ăn cá Madagascar     | 70-80          | 165-180       | 2.2-3.5         | Madagascar Fish Eagle       |          |
| 25  | Stephanoaetus coronatus   | Đại bàng rừng châu Phi        | 81-99          | 151-181       | 2.7-4.7         | Crowned Hawk Eagle          |          |
| 26  | Polemaetus bellicosus     | Đại bàng Martial              | 78-83          | 190-260       | 3.0-6.2         | Martial Eagle               |          |
| 27  | Geranoaetus melanoleucus  | Đại bàng ó ngực đen           | 62-80          | 175-200       | 1.7-3.2         | Black-Chested Buzzard Eagle |          |
| 28  | Harpyhaliaetus coronatus  | Đại bàng ẩn sĩ vương miện     | 75-85          | 170-185       | 2.9-3.5         | Crowned Solitary Eagle      |          |
| 29  | Harpyhaliaetus solitarius | Đại bàng ẩn sĩ núi            | 65-75          | 157-180       | 2.7-3.0         | Black Solitary Eagle        |          |
| 30  | Morphnus guianensis       | Đại bàng mào Nam Mỹ           | 71-84          | 138-176       | 1.8-3.0         | Crested Eagle               |          |
| 31  | Harpia harpyja            | Đại bàng Harpy                | 86-107         | 176-224       | 4.0-9.0         | Harpy Eagle                 |          |
| 32  | Pithecophaga jefferyi     | Đại bàng Philippine           | 86-105         | 184-220       | 4.7-8.0         | Philippine Eagle            |          |
| 33  | Harpyopsis novaeguineae   | Đại bàng New Guinea           | 79-90          | 157-200       | 1.6-2.4         | New Guinea Harpy Eagle      |          |
| 34  | Terathopius ecaudatus     | Đại bàng Bateleur             | 55-70          | 175-200       | 1.8-2.9         | Bateleur                    |          |
| 35  | Ictinaetus malayensis     | Đại bàng đen Ấn Độ            | 69-81          | 164-178       | 1.0-1.6         | Black Eagle                 |          |
| 36  | Spizaetus isidori         | Đại bàng màu đen hạt dẻ       | 60-80          | 147-180       | -               | Black-and-Chestnut Eagle    |          |
| 37  | Spizaetus ornatus         | Ưng hoa Nam Mỹ                | 58-67          | 090-120       | 1.0-1.6         | Ornate Hawk Eagle           |          |
| 38  | Spizaetus tyrannus        | Ưng đen                       | 58-71          | 135-145       | 1.0-1.2         | Black Hawk Eagle            |          |
| 39  | Spizaetus melanoleucus    | Ưng đen trắng                 | 51-61          | 117           | 0.7-0.8         | Black-and-White Hawk Eagle  |          |
| 40  | Nisaetus nipalensis       | Đại bàng núi                  | 67-86          | 130-165       | 1.8-3.5         | Mountain Hawk Eagle         |          |
| 41  | Nisaetus cirrhatus        | Đại bàng ưng mào              | 57-79          | 127-138       | 1.3-1.9         | Crested Hawk Eagle          |          |
| 42  | Nisaetus lanceolatus      | Ưng Sulawesi                  | 55-64          | 110-135       | -               | Sulawesi Hawk Eagle         |          |
| 43  | Nisaetus philippensis     | Ưng Philippine                | 55-63          | 105-125       | 1.1-1.2         | Philippine Hawk Eagle       |          |
| 44  | Nisaetus bartelsi         | Ưng Java                      | 56-61          | 110-130       | -               | Javan Hawk Eagle            |          |
| 45  | Nisaetus alboniger        | Ưng Blyth                     | 51-58          | 100-115       | 0.8-0.9         | Blyth's Hawk Eagle          |          |
| 46  | Nisaetus nanus            | Ưng Wallace                   | 45-59          | 095-105       | 0.5-0.6         | Wallace's Hawk Eagle        |          |
| 47  | Lophaetus occipitalis     | Ưng mào dài                   | 53-58          | 112-129       | 0.9-1.5         | Long-Crested Eagle          |          |
| 48  | Hieraaetus ayresii        | Ưng Ayres                     | 44-57          | 106-137       | 0.7-1.1         | Ayres's Hawk Eagle          |          |
| 49  | Hieraaetus morphnoides    | Ưng Autralia (Đại bàng nhỏ)   | 44-56          | 100-136       | 0.5-1,0         | Little Eagle                |          |
| 50  | Circaetus cinereus        | Đại bàng ăn rắn nâu           | 68-75          | 160-170       | 1.5-2.5         | Brown Snake Eagle           |          |
| 51  | Circaetus gallicus        | Đại bàng ăn rắn ngón ngắn     | 62-70          | 166-188       | 1.2-2.3         | Short-Toed Snake Eagle      |          |
| 52  | Circaetus pectoralis      | Đại bàng ăn rắn ngực đen      | 63-68          | 175-183       | 1.2-2.3         | Black-Chested Snake Eagle   |          |
| 53  | Circaetus cinerascens     | Diều ăn rắn Đông Phi          | 50-58          | 120-134       | 1,0-1.1         | Western Banded Snake Eagle  |          |
| 54  | Circaetus fasciolatus     | Diều ăn rắn Nam Phi           | 55-60          | 120-130       | 0.9-1.1         | Southern Banded Snake Eagle |          |
| 55  | Ichthyophaga ichthyaetus  | Đại bàng ăn cá đầu xám        | 61-75          | 155-170       | 1.6-2.7         | Grey-Headed Fish Eagle      |          |
| 56  | Ichthyophaga humilis      | Diều ăn cá                    | 51-64          | 120-123       | 0.7-0.8         | Lesser Fish Eagle           |          |
| 57  | Spilornis cheela          | Diều hoa Miến Điện            | 50-75          | 110-155       | 0.5-1.8         | Crested Serpent Eagle       |          |
| 58  | Spilornis elgini          | Diều ăn rắn Andaman           | 51-59          | 115-135       | 0.8-1.0         | Andaman Serpent Eagle       |          |
| 59  | Spilornis holospilus      | Diều ăn rắn Philippine        | 47-53          | 105-120       | 0.6-0.8         | Philippine Serpent Eagle    |          |
| 60  | Spilornis rufipectus      | Diều ăn rắn Sulawesi          | 46-54          | 105-120       | -               | Sulawesi Serpent Eagle      |          |
| 61  | Spilornis kinabaluensis   | Diều ăn rắn núi               | 51-56          | 110-125       | -               | Mountain Serpent Eagle      |          |
| 62  | Spilornis klossi          | Diều ăn rắn Nicobar lớn       | 38-42          | 085-095       | 0.5             | Great Nicobar Serpent Eagle |          |
| 63  | Eutriorchis astur         | Diều ăn rắn Madagascar        | 57-66          | 095-110       | 0.7-1.0         | Madagascar Serpent Eagle    |          |
| 64  | Dryotriorchis spectabilis | Diều ăn rắn Congo             | 54-60          | 085-106       | 0.7             | Congo Serpent Eagle         |          |
| 65  | Lophotriorchis kienerii   | Ưng bụng hung                 | 46-61          | 105-140       | 0.7-0.8         | Rufous-Bellied Eagle        |          |